# Escudo de la región de Magallanes y de la Antártica Chilena
El Escudo de Armas de la Región de Magallanes es uno de los símbolos oficiales de la Región de Magallanes y de la Antártica Chilena. Fue adoptado oficialmente por el Gobierno Regional en 1997.

## Descripción
El escudo es de estilo ibérico, dividido en tres cuarteles, dos de los cuales, simétricos, se encuentran encima del tercero, que es un arco de círculo en la base del escudo.
El cantón superior izquierdo es de azur con la Cruz del Sur de plata. Simboliza la ubicación austral de la región, mientras que la posición invertida de la constelación hace referencia a la representación que hacían de ella los indígenas selknam que vivían allí.
El cantón superior derecho es de plata con tres fajas ajedrezadas de plata y gules. Este cantón evoca las armas de la familia de Hernando de Magallanes, descubridor y epónimo de la zona.
Por último, el cantón inferior, recortado en ángulo en su parte superior, es de color amarillo ocre, que representan el color frecuente de los suelos y la vegetación de la zona.
Debajo del escudo, aparece una cinta blanca con la leyenda Prima in terra chilensis (en latín Primera en tierra chilena) en letras negras. Esta frase se refiere a que esta región fue la primera en Chile en ser descubierta por los navegantes españoles, en específico por Hernando de Magallanes en 1520.